# Songs of Love and Hate
Albums de Leonard Cohen
Songs from a Room
(1969) Live Songs
(1973)
Songs of Love and Hate est le troisième album studio du chanteur canadien Leonard Cohen, sorti en 1971. Le titre (« Chansons d'amour et de haine ») parle de lui-même, évoquant les thèmes développés dans l'album. Cet album est un des plus cohérents du chanteur-compositeur-poète canadien, il est également très sombre et très personnel. Produit par Bob Johnston, déjà producteur de Songs from a Room, l'album a été enregistré à Nashville en 1970, puis réarrangé à Londres par Paul Buckmaster à qui on attribue souvent le ton sombre de l'album.

## Liste sélectives des pistes

### Avalanche
Les paroles de la chanson Avalanche sont adaptées d'un de ses anciens poèmes. Le morceau a été repris par Nick Cave sur l'album From Her to Eternity et par    Ghost sur l'album Prequelle.
```
En langue française, 
Avalanche
 a connu deux traductions différentes : celle, très littérale, de 
Graeme Allwright
, et celle de 
Jean-Louis Murat
.
[
réf.
 
nécessaire
]
.
```

### Dress Rehearsal Rag
Dress Rehearsal Rag a été composé par Leonard Cohen pour Judy Collins qui l'a enregistré en 1966. Le premier enregistrement connu de ce morceau par Cohen date de 1968, durant son concert à la BBC. Cet enregistrement ne figure pas dans la discographie officielle du chanteur mais un bootleg datant de 1993 circule parmi les fans.
Dress Rehearsal Rag est une chanson sur le suicide, apparemment très personnelle. Cohen : « C’est un morceau authentique. Je crois que ça vient de ma propre expérience mais je n'étais pas prêt à faire sortir ce morceau de la bulle privée. Je l'ai finalement enregistré, et je suis d'ailleurs étonné de l'avoir fait. Je n'aime pas l'enregistrement. » 
Ce morceau « privé » n'a d'ailleurs été joué en concert qu'à deux reprises en 1968, dont la fameuse sessions à la BBC, où il déclara qu'il évitait la plupart du temps de chanter le morceau en public de peur de pousser ses spectateurs au suicide et également de passer pour un suicidaire lui-même, comparant ce morceau à Gloomy Sunday, un standard de jazz très triste d'origine hongroise, dont la légende prétend qu'il augmenta le taux de suicides pendant sa diffusion, et dont l'auteur a fini par se suicider.

### Famous Blue Raincoat
Un des morceaux les plus célèbres et les plus appréciés des fans[réf. nécessaire], Famous Blue Raincoat, est également un de ceux dont Leonard Cohen reste insatisfait : « Ce morceau, tout comme Bird on the Wire, n'a jamais vraiment été complètement terminé, mais ils étaient assez bons pour être utilisés. Il faut dire qu'avec la pauvreté des morceaux qui se trouvent sur mes enregistrements, je ne peux pas me permettre d'éliminer un aussi bon que celui-là. C'est un des meilleurs morceaux que j'aie écrits mais les paroles sont trop mystérieuses, trop opaques. »
Très personnel, le morceau prend la forme d'une lettre écrite à un autre homme, autrefois vêtu de son « fameux imper bleu », à propos d'un ancien triangle amoureux impliquant également une femme du nom de Jane. La lettre est signée par Cohen lui-même, le morceau se terminant par Sincerely, L. Cohen (« Cordialement, L. Cohen »). Le morceau est inspiré d'une histoire vraie, cependant Leonard Cohen a reconnu avoir oublié l'histoire dont il s'agissait : « Le problème, c'est que j'ai oublié le véritable triangle. J'étais dedans, bien sûr. J'ai toujours eu l'impression qu'un homme invisible séduisait la femme avec qui j'étais, mais je ne sais plus si cet homme existait ou s'il était imaginaire. J'ai également toujours eu l'impression d'être cet homme dans ma relation avec d'autres couples, ou qu'il y a toujours un tel personnage dans un mariage. Je ne m'en souviens plus exactement mais j'avais cette impression qu'il y avait toujours une tierce personne, parfois moi, parfois un autre homme, parfois une autre femme. » Cette dualité des rôles est encore mise en avant quand on sait que ce « fameux imper bleu » a en réalité appartenu à Leonard Cohen lui-même, et non à son « rival ». Cet imperméable a d'ailleurs également été déchiré à l'épaule, comme dans la chanson.
Ce morceau a d'abord été joué en concert par Judy Collins en 1970, avant l'enregistrement de Cohen. Il a été ensuite maintes fois repris, notamment par Joan Baez, Tori Amos, AaRON ou encore Saez.

## Liste des titres
Bien que la séparation de l'album en faces ait disparu lors du passage au CD, chaque face est dédiée à un thème annoncé dans le titre : la première face est dédiée à la haine (Hate) et la seconde à l'amour (Love). De plus, il est possible de trouver pour chaque chanson sa « contrepartie » sur l'autre face, l'album étant composé de quatre couples dont les deux chansons partagent une structure et un esprit proche : Avalanche/Love Calls You by Your Name, Last Year's Man/Joan of Arc, Dress Rehearsal Rag/Famous Blue Raincoat et Diamonds in the Mine/Sing Another Song, Boys.
| 1. | Avalanche            | 5:02 |
| 2. | Last Year's Man      | 6:00 |
| 3. | Dress Rehearsal Rag  | 6:06 |
| 4. | Diamonds in the Mine | 3:50 |

| 1. | Love Calls You by Your Name | 5:40 |
| 2. | Famous Blue Raincoat        | 5:11 |
| 3. | Sing Another Song, Boys     | 6:14 |
| 4. | Joan of Arc                 | 6:26 |

Chanson bonus sur la réédition :
- Dress Rehearsal Rag - 5:37

## Personnel
- Leonard Cohen : Chant, guitare acoustique
- Ron Cornelius : Guitare acoustique et électrique
- Charlie Daniels : Guitare acoustique, basse, violon
- Elkin Fowler : Basse, guitare acoustique, banjo
- Bob Johnston : piano, production
- Corlynn Hanney – Chœurs
- Susan Mussmano – Chœurs
- The Corona Academy : Chœurs d'enfants
- Michael Sahl : Cordes sur le 3e couplet de Last year's man
- Paul Buckmaster : Arrangements des cordes et des cuivres, direction de l'orchestre

## Influences
Cet album est celui qui a fait découvrir Leonard Cohen au chanteur Nick Cave, et des chansons comme Avalanche et Dress Rehearsal Rag ont laissé une trace indélébile sur son œuvre. Leonard Cohen est cité par Nick Cave comme une influence majeure.